# Tadschikische Nationaluniversität
Die Tadschikische Nationaluniversität (tadschikisch Донишгоҳи миллии Тоҷикистон Donischgohi millii Todschikiston, russisch Таджикский национальный университет Tadschikski Nazionalnyj Uniwersitet) ist die größte Universität des zentralasiatischen Landes Tadschikistan und befindet sich in der Hauptstadt Duschanbe.

## Geschichte
Sie wurde am 21. März 1947, als Tadschikistan noch Teil der Sowjetunion war, auf Beschluss des sowjetischen Ministerrates gegründet und damals nach Lenin benannt. Seit der Auflösung der Sowjetunion und der Unabhängigkeit Tadschikistans im Jahr 1991 wurde die Universität inzwischen jedoch mehrmals umbenannt. Seit 2008 heißt sie Tadschikische Nationaluniversität.

## Bekannte Absolventen
- Emomalij Rahmon (* 1952), Staatspräsident Tadschikistans
- Abduhamid Dschurajew, Mathematiker
- Murodali Alimardonow (* 1960), ehem. Vorstand der Nationalbank von Tadschikistan
- Umaralij Quwwatow, Führer der tadschikischen Oppositionspartei Gruppe 24
- Manischa Dawlatowa (* 1982), tadschikische Sängerin
- Schuhrat Sadijew (* 1954), tadschikischer Historiker